# Gesomyrmex chaperi
Gesomyrmex chaperi är en myrart som beskrevs av Andre 1892. Gesomyrmex chaperi ingår i släktet Gesomyrmex och familjen myror. Inga underarter finns listade i Catalogue of Life.

## Bildgalleri

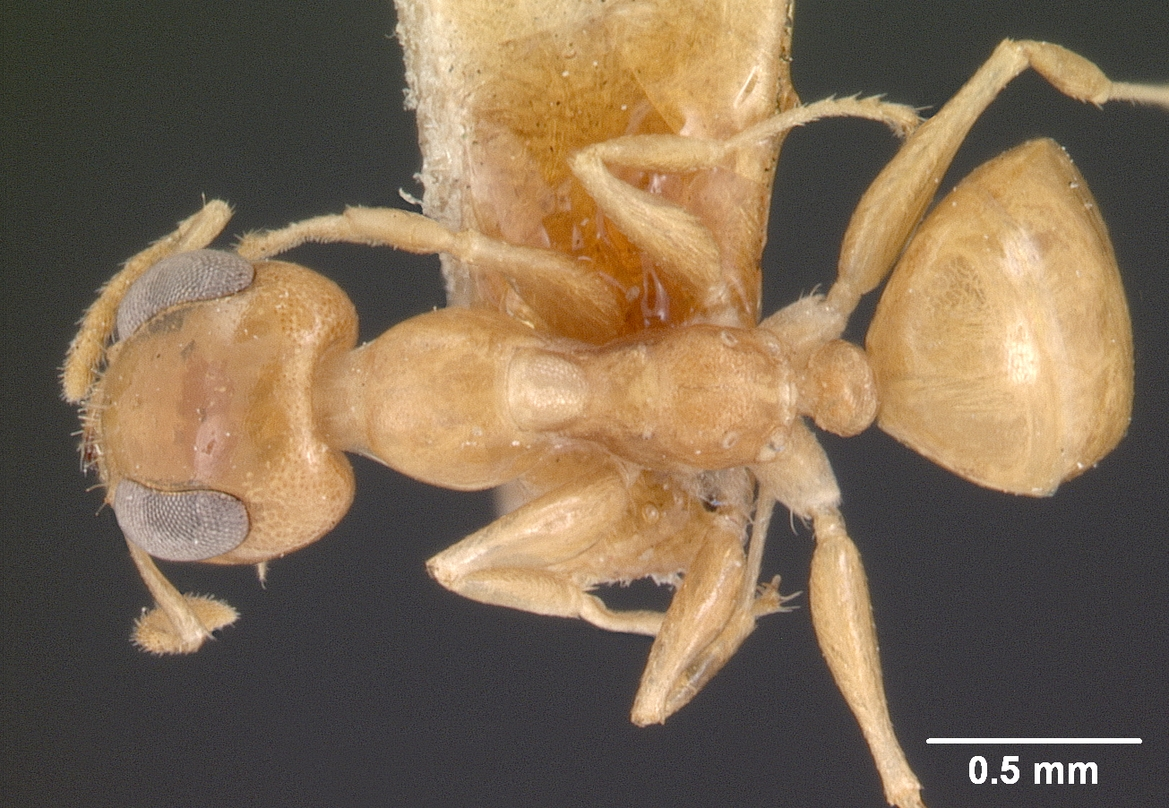
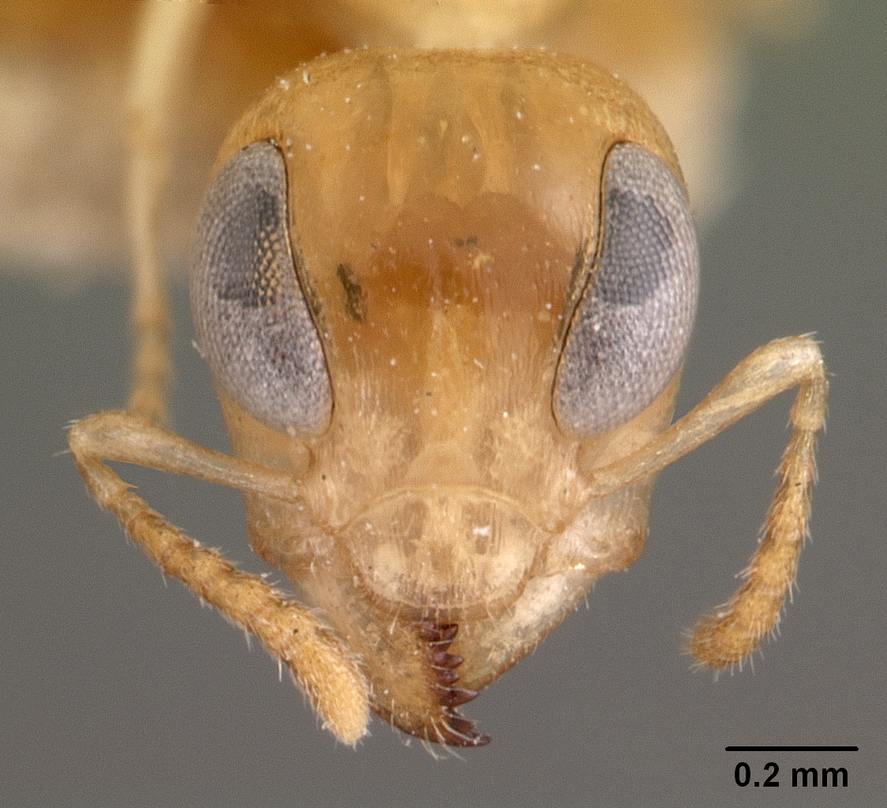
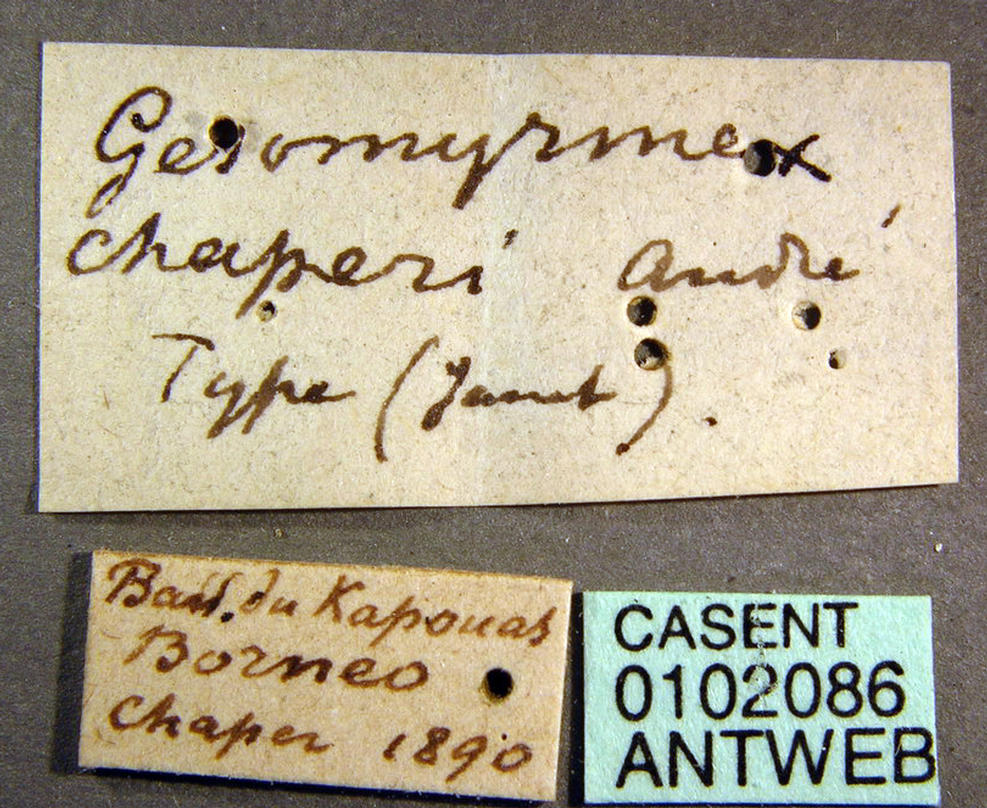
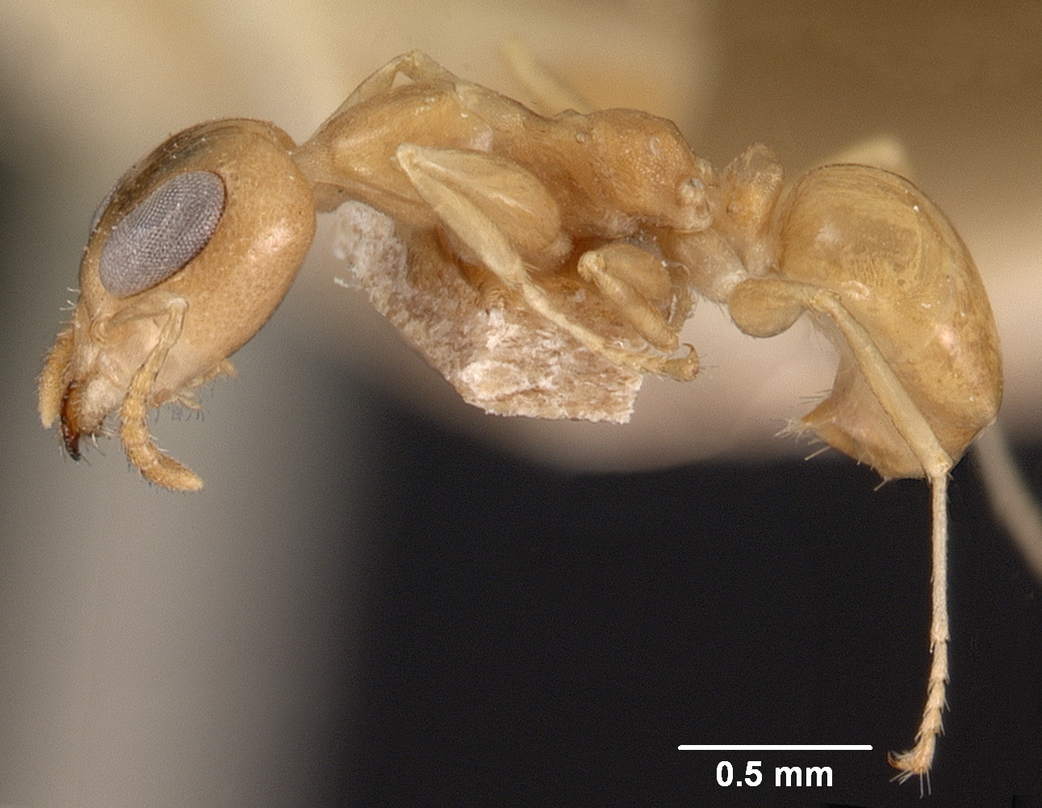